# Ula auritarsis
Ula auritarsis är en tvåvingeart som beskrevs av Alexander 1932. Ula auritarsis ingår i släktet Ula och familjen hårögonharkrankar. Inga underarter finns listade i Catalogue of Life.